# Mordellistena malkini
Mordellistena malkini är en skalbaggsart som beskrevs av Ray 1947. Mordellistena malkini ingår i släktet Mordellistena och familjen tornbaggar. Inga underarter finns listade i Catalogue of Life.